# Alicja Śliwicka
Alicja Śliwicka (ur. 1 września 2001 w Świeciu) – polska szachistka, mistrzyni międzynarodowa od 2018 roku.

## Kariera szachowa
Sukcesy szachowe zaczęła odnosić w bardzo młodym wieku. W 2007 r. zdobyła w Czchowie brązowy medal mistrzostw Polski przedszkolaków. W 2009 r. zajęła w Dziwnówku II miejsce w Pucharze Polski juniorek do 8 lat, natomiast w 2011 r. w Mielnie – II miejsce w Pucharze Polski juniorek do 10 lat. W 2011 r. odniosła również największy sukces w dotychczasowej karierze, zdobywając w Albenie tytuł mistrzyni Europy juniorek do 10 lat, z wynikiem 8½ pkt w 9 partiach (za wynik ten Międzynarodowa Federacja Szachowa przyznała jej tytuł mistrzyni FIDE). Wystąpiła także w rozegranych w Caldas Novas mistrzostwach świata juniorów do 10 lat (zajmując w swojej grupie wiekowej VII miejsce), natomiast w Krakowie zajęła XII miejsce w mistrzostwach świata szkół (w grupie do 11 lat). W 2013 r. zdobyła w Wałbrzychu tytuł wicemistrzyni Polski juniorek w kategorii do 12 lat, natomiast w 2015 w Suwałkach – złoty medal mistrzostw Polski juniorek do 14 lat.
Sukcesy odnosi również w szachach szybkich i błyskawicznych, jest m.in. trzykrotną mistrzynią Polski (Koszalin 2009, Warszawa 2012), czterokrotną wicemistrzynią Polski (Koszalin 2010, Warszawa 2011, Wrocław 2014), jak również trzykrotną brązową medalistką mistrzostw kraju (Chotowa 2008, Koszalin 2009, Warszawa 2012). W 2014 r. zdobyła drużynowe wicemistrzostwo Polski juniorów reprezentując klub Hetman Katowice.
W 2010 r. zajęła I miejsce w kategorii juniorek do 10 lat podczas rozegranych w Warszawie mistrzostw Europy w szachach błyskawicznych. Osiągnięcie to powtórzyła w 2011 r., również w Warszawie, dodatkowo w mistrzostwach w szachach szybkich zwyciężając w klasyfikacjach juniorek do 12 i 10 lat. W 2015 zdobyła brązowy medal (wspólnie z Anną Kubicką) w Drużynowych Mistrzostwach Europy Juniorek.
Trenerem Alicji Śliwickiej był m.in. mistrz międzynarodowy Ołeksandr Kaczur.
Najwyższy ranking w dotychczasowej karierze osiągnęła w listopadzie 2017, z wynikiem 2347 punktów.